# Metal Heart
Metal Heart — шостий студійний альбом німецького хеві-метал гурту Accept, випущений 4 березня 1985 року. Хоча група раніше вже записувалася на Dierks-Studios, це перший альбом, спродюсований самим Дітером Дірксом. До початку його запису у гурт повернувся гітарист Йорг Фішер. Цей альбом став обережною спробою «пробитися» на прибутковий американський ринок за допомогою більш доступних пісень та акценту на гуках і мелодіях. Незважаючи на критику свого часу, Metal Heart сьогодні часто вважають одним із найкращих записів гурту. 

## Про альбом
Вольф Гоффманн пояснив концепцію альбому так: 
|                  | Ми читали статтю про те, що хтось працював над штучним серцем і що одного дня всі матимуть комп’ютеризоване серце. У ній говорилося, у загальних рисах, про те, як дедалі більше людства витісняється з повсякденного життя і все більше й більше замінюється машиною. Зараз це не нова річ, але тоді це було новим. Люди проти машини — такою була загальна атмосфера запису |
| — Вольф Гоффманн | |

Початковою концепцією обкладинки була голограма металевого серця, але через бюджет була замінена на теперішню обкладинку. Тим не менш,  відповідно до футуристичної теми альбому, Metal Heart був першим альбомом Accept, який був записаний з використанням цифрового мастерингу. 
Гоффманн згадує Дітера Діркса як дуже вимогливого продюсера:
|                  | Ми робили деякі речі по кілька десятків разів, намагаючись вловити те, що він думав про певний розділ. Під кожну пісню ми підбирали різні комбінації гітар, мікрофонів та навіть струн! |
| — Вольф Гоффманн | |

Пісня «Metal Heart» добре відома тим, що містить кавер на дві відомі класичні теми: «Слов'янський марш» Чайковського (у вступі) та «До Елізи» Бетховена в основному рифі та соло.
«Midnight Mover», розповідає про наркоторговця, і є однією з найбільш комерціалізованих пісень альбому,  її було обрано для реклмного музичного кліпу, який на ціле десятиліття передує техніці bullet time. «Знову випереджаєш наш час!» - жартує Гоффманн.
Незважаючи на більш комерційно привабливе звучання альбому, він не досяг показників продажів свого попередника - Balls to the Wall у Америці.
Оновлене цифрове CD-видання 2002 року містить два концертних бонус-треку, «Love Child» і «Living for Tonite», обидва взяті з концертного мініальбому - Kaizoku-Ban. Випуск 2013 року від британського лейбла Hear No Evil Recordings містить сам концертний EP.

## Треклист
Усі тексти та музика написані Accept і Deaffy
| Перша сторона | Перша сторона               | Перша сторона |
| #             | Назва                       | Тривалість    |
| ------------- | --------------------------- | ------------- |
| 1.            | «Metal Heart»               | 5:25          |
| 2.            | «Midnight Mover»            | 3:07          |
| 3.            | «Up to the Limit»           | 4:45          |
| 4.            | «Wrong Is Right»            | 3:08          |
| 5.            | «Screaming for a Love-Bite» | 4:05          |

| Друга сторона | Друга сторона              | Друга сторона |
| #             | Назва                      | Тривалість    |
| ------------- | -------------------------- | ------------- |
| 6.            | «Too High to Get It Right» | 3:47          |
| 7.            | «Dogs on Leads»            | 4:24          |
| 8.            | «Teach Us to Survive»      | 3:33          |
| 9.            | «Living for Tonite»        | 3:34          |
| 10.           | «Bound to Fail»            | 5:05          |
| 40:53         |                            |               |

| Бонус-треки 2002 | Бонус-треки 2002                                    | Бонус-треки 2002 |
| #                | Назва                                               | Тривалість       |
| ---------------- | --------------------------------------------------- | ---------------- |
| 1.               | «Love Child» (Наживо, з альбому Kaizoku-Ban)        | 4:49             |
| 2.               | «Living for Tonite» (Наживо, з альбому Kaizoku-Ban) | 3:50             |
| 49:32            |                                                     |                  |

## Учасники запису
- Удо Діркшнайдер — головний вокал, гармонійний вокал (4, 9, 10), бек-вокал (1, 8), клацання пальцями (8)
- Вольф Гоффманн — соло-ритм-гітари (всі, крім 9), ритм-гітара (9), акустична гітара (1, 10), бек-вокал (1, 6, 7, 10), ситара (1)
- Йорг Фішер — ритм-гітара (усі, крім 4, 9), соло-ритм-гітари (4, 9), 8-струнний бас (3), бек-вокал (1, 6, 7, 10), клацання пальцями (8)
- Петер Балтес — бас-гітара, Moog Taurus (1, 5, 7, 10), 8-струнна бас-гітара (1, 8, 10), бек-вокал (1, 6, 7, 10), гармонійний вокал (2, 5), акустична бас-гітара (8)
- Штефан Кауфманн — ударні, бек-вокал (1, 6, 7, 10), литаври (1, 8, 10), тарілки та гонги (1), барабанні ефекти та груповий вокал (3)

Інші
- Дітер Діркс – продюсер, аранжування
- Герд Раутенбах – звукоінженер
- Майк Кашніц, Пітер Брандт – асистенти звукоінженера
- Боб Людвіг – мастеринг у Masterdisk, Нью-Йорк
- Ґабі «Deaffy» Гауке – менеджмент, концепція обкладинки
- Dirksen & Sohn Modellwerkstâtten, Stahl, Werbefotografie – обкладинка

## Чарти
- Швеція 4 місце
- Фінляндія 2 місце
- Швейцарія 14 місце
- Велика Британія 50 місце
- США 94 місце
- ФРН 13 місце